# Gottfried Stein von Kamienski
Gottfried Stein von Kamienski, genannt Götz Stein von Kamienski (* 21. Februar 1896 in Grasnitz, Kreis Osterode i. Ostpr.; † 24. April 1977 in Bonn) war ein Verwaltungsjurist, Kanzler der Universität in Bonn und Kommendator des Johanniterordens.

## Leben
Stein von Kaminski war von Geburt an Mitglied der Adelsfamilie Stein von Kamienski (des Stammes Kamienski). Er war der jüngste Sohn des Majoratsherrn Georg Stein von Kamienski (1836–1921) und dessen zweiter Ehefrau Marie, geb. Gräfin Finck von Finckenstein (1856–1926), Tochter der Agnes von Kuenheim und des kgl. preuß. Oberleutnants Albrecht Graf von Finckenstein-Simnau. Dem Vater gehörte das über die Großmutter Luise von der Groeben-Grasnitz ererbte Gut Grasnitz im ostpreußischen Kreis Osterode.
Nach dem Abitur, das er 1914 am Wilhelmsgymnasium in Königsberg i. Pr. absolvierte und der Teilnahme am Ersten Weltkrieg studierte er in München und Königsberg Rechtswissenschaft und wurde 1922 an der Albertus-Universität Königsberg zum Dr. iur. promoviert. 1924 zum Regierungsassessor ernannt, stellte ihn die Regierung in Münster von Oktober bis Dezember 1929 vertretungsweise als Landrat im Kreis Warburg an. Als Nachfolger von Philipp Deichmann wurde er im Mai 1932 Landrat im Kreis Neidenburg. Hier machte er sich als Förderer örtlicher Wasserverbände und von Bodenverbesserungen einen Namen. Die Regierung in Frankfurt ernannte ihn am 4. August 1937 zum Oberregierungsrat. Im Oktober 1937 setzten ihn die Nationalsozialisten ab, sein Nachfolger wurde Fritz Adam. Den Zweiten Weltkrieg verbrachte Stein als Kriegsverwaltungsrat auf der englischen Kanalinsel Jersey, in Frankreich, Italien und Dänemark, wo er bei Kriegsende interniert wurde.
Nach dem Krieg arbeitete Stein zunächst im Innenministerium von Nordrhein-Westfalen und als Ministerialrat im Kultusministerium. Von 1954 bis 1961 war er Kurator der Rheinischen Friedrich-Wilhelms-Universität Bonn. Am 10. März 1962 wurde er Ehrenbürger der Universität.
Götz Stein von Kamienksi blieb unvermählt. Dem Johanniterorden gehörte er seit 1935 an, als Ehrenritter. Rechtsritter wurde er 1961, bald darauf dann Kommendator der Provinzialgenossenschaft Preußen.

## Genealogie
- Gothaisches Genealogisches Taschenbuch der Adeligen Häuser. Zugleich Adelsmatrikel der D.A.G. Teil B (Briefadel). 1942. Jg. 34, Justus Perthes, Gotha 1941, S. 517 f. Siehe: FamilySearch.
- Hans Friedrich von Ehrenkrook, Jürgen von Flotow, u. a.: Genealogisches Handbuch des Adels. Adelige Häuser. B (Briefadel). 1958. Band III, Hrsg. Deutsches Adelsarchiv, C. A. Starke, Glücksburg/Ostsee 1958, S. 439 f.
- Walter von Hueck, Erik Amburger, Friedrich Wilhelm Euler, Detlev Schwennicke, u. a.: Genealogisches Handbuch des Adels. Adelige Häuser. B (Briefadel). 1986. Band XVII, Band 89 der Gesamtreihe GHdA, Hrsg. Deutsches Adelsarchiv, C. A. Starke, Glücksburg/Ostsee 1986, S. 458 ff. (Mit Portrait vor der S. 463.)